# Whores Moaning
Whores Moaning è un EP del gruppo musicale statunitense Sonic Youth, pubblicato nel 1993.

## Tracce
1. Sugar Kane (Edit) – 5:03
2. Personality Crisis – 3:50
3. The End of the End of the Ugly – 4:12
4. Is It My Body – 2:53
5. Tamra – 8:53